# Nørremarks Sogn
Nørremarks Sogn ist eine Kirchspielsgemeinde (dän.: Sogn) in der Stadt Vejle im südlichen Dänemark. Bis 1970 gehörte sie zur Harde Nørvang Herred im damaligen Vejle Amt, danach zur Vejle Kommune im erweiterten Vejle Amt, die im Zuge der  Kommunalreform zum 1. Januar 2007 in der „neuen“  Vejle Kommune in der Region Syddanmark aufgegangen ist.
Von den 61.310 Einwohnern von Vejle  leben 8043 im Kirchspiel Nørremark (Stand:1. Januar 2023). Im Kirchspiel liegt die Kirche „Nørremarkskirke“.
Nachbargemeinden sind im Norden Hornstrup Sogn, im Osten Bredballe Sogn, im Süden Vor Frelsers Sogn und im Westen Hover Sogn.